# Jorge de Montemayor
Jorge de Montemayor o George de Montemayor, en portuguès original, Jorge de Montemor (Montemor-o-Velho, Portugal, ca. 1520 – Piemont?, Itàlia, ca. 1561) va ser un escriptor portuguès en llengua castellana.

## Biografia
La informació sobre la seva vida és una mica confusa i la major part de les dades les trobem a partir de referències de la seva pròpia obra i a comentaris dels seus contemporanis. Jorge de Montemayor va adoptar com a nom el lloc de naixement, Montemor-o-Velho, a prop de Coïmbra, on hauria nascut a principis de la dècada dels anys vint del segle xvi. S'ha especulat sobre l'origen jueu pel seu gran coneixement de l'Antic Testament i per alguns elements que apareixen a la seva obra, però no hi ha proves que donin suport a aquesta hipòtesi.
Va ser músic a les corts de Portugal i de Castella. Va estar primer al servei de Maria Manuela de Portugal, germana de Joan III de Portugal i futura esposa de Felip II, com a cantant. Més endavant va passar a la cort de Joana, infanta de Castella, filla de Carles I, com a cantor contrabaix primer, i després, després del matrimoni de la infanta amb el príncep Joan de Portugal, fill de Joan III, com a aposentador. Quan va morir Joan, el 1554, Montemayor va tornar amb la infanta vídua a Castella. Amb el seguici de Felip II va estar a Flandes, i possiblement també a Anglaterra. Se sap que va estar també a València al servei de Joan Castellar, baró de Bicorp i Quesa, així com de Gonzalo Fernández de Córdoba, duc de Sessa.
Els últims anys de la seva vida els va passar al Piemont. La causa de la mort és desconeguda, alguns creuen que morí a causa de la seva condició de soldat per l'exèrcit del duc de Savoia i d'altres pensen que morí assassinat per un amic en una baralla causada per un assumpte de gelosia.

## Obra

### Primeres obres
La seva primera obra fou Diálogo espiritual, una obra que no arribà a ser impresa en el seu moment i fou recuperada a mitjan segle xx. Es tracta d'un debat entre els dos protagonistes sobre la Bíblia, una discussió de tradició medieval que incorpora algunes idees difoses a l'Europa del moment com les d'Erasme de Rotterdam. També de temàtica religiosa, Montemayor escriu Exposición moral (1548) una obra dedicada a la infanta Maria que consisteix en una comparació entre el salm LXXXVI de David sobre la ciutat de Sió amb la imatge de la Verge Maria. Aquesta obra també destaca per la presència d'idees erasmistes.

### ElCancionero
El Cancionero, publicat a Anvers el 1554 amb el títol Las obras de Jorge de Montemayor, es tracta d'una obra lírica dedicada als prínceps de Portugal dividida en dos volums: el primer dedicat a temes profans i el segon poemes de temàtica religiosa. Els religiosos van ser prohibits per la Inquisició per contenir errors teològics. Els profans, en canvi, van assolir gran èxit i van tenir fins a set edicions diferents abans que acabés el segle xvi. El tema central de l'obra profana és el tema amorós i entre les composicions hi podem trobar, per exemple, quatre extenses èglogues en què imita a Sannazaro i Garcilaso, i alguns sonets. Pel que fa a l'obra sacra, hi predomina el vers tradicional (quintilles dobles) i s'inspira en la Bíblia, els Salms, i autors com Jorge Manrique i Ausiàs March.

### Los trabajos de los Reyes
A principi de 1558 escrigué Los trabajos de los Reyes, un tractat destinat, probablement, al duc de Sessa en què Montemayor es queixa de la dificultat que troba en adquirir privilegis nobiliaris. All mateix temps, elogia els monarques contemporanis com Carles V o Felip II, reis que segons el portuguès dediquen la major part de la seva vida a resoldre els problemes dels seus súbdits. Es tracta d'un text influït pel tractat Menosprecio de corte y alabanza de aldea d'Antonio de Guevara, i per autors clàssics com Antíoc, Dioclecià o Octavi August.

### Los siete libros de la Diana

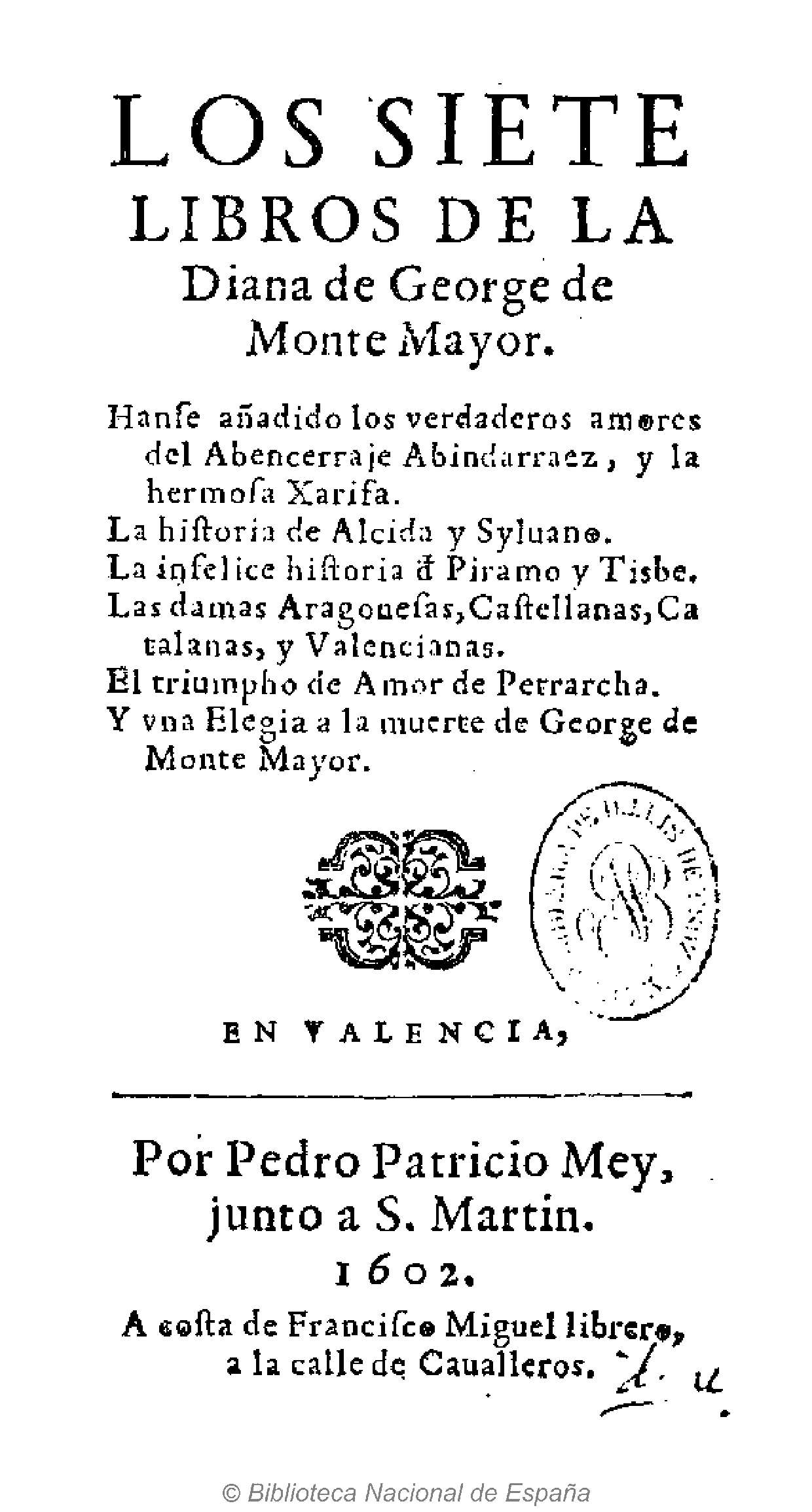
Los siete libros de la Diana de George de Montemayor.

La seva obra més important és Los siete libros de la Diana, impresa per primera vegada a València i a Milà cap al 1559. Aquesta obra, que combina el vers i la prosa, és la primera novel·la pastoral de la literatura en llengua castellana i va exercir una gran influència a les lletres del segle xvi. Va ser traduïda ben aviat al francès (1578), a l'anglès (1585) i a l'alemany (1610).

Segons el mateix autor, el plantejament de l'obra és el següent:
| « | En los campos de la principal y antigua ciudad de León, riberas del río Esla, hubo una pastora, llamada Diana, cuya hermosura fue extremadísima sobre todas las de su tiempo. Esta quiso y fue querida en extremo de un pastor, llamado Sireno; en cuyos amores hubo toda la limpieza y honestidad posible. Y en el mismo tiempo, la quiso más que a sí otro pastor llamado Sylvano, el qual fue de la pastora tan aborrecido que no había cosa en la vida a quien peor quisiese. Sucedió, pues, que como Sireno fuese forzadamente fuera del reino, a cosas que su partida no podía excusarse, y la pastora quedase muy triste por su ausencia, los tiempos y el corazón de Diana se mudaron; y ella se casó con otro pastor llamado Delio, poniendo en olvido al que tanto había querido. El cual, viniendo después de un año de ausencia, con gran deseo de ver a su pastora, supo antes que llegase como era ya casada. | » |
| — Los siete libros de la Diana a Alborg, Juan Luis: Historia de la literatura española. Vol I (Edad Media y Renacimiento). | |   |

L'obra, que barreja la prosa i el vers, comença amb la narració de l'amor dissortat entre Diana i Direno, i l'amor no correspost d'altres parelles. Totes aquestes parelles han d'anar al palau de Felicia, un espai enmig d'una naturalesa idíl·lica que segueix el tòpic del locus amoenus, on intentaran arreglar els seus conflictes amorosos.
Montemayor dona el tret de sortida a la novel·la pastoral en llengua castellana, un gènere que segueix les petjades d'autors clàssics com Teòcrit, Virgili o Horaci, o italians com Sannazaro i la seva Arcadia. Més endavant autors com Cervantes amb La Galatea o Lope de Vega amb Arcadia també conrearien el gènere.

### Altres obres
Va traduir al castellà els Cants d'amor d'Ausiàs March, però la seva versió va ser menystinguda per Lope de Vega, qui la censura en la seva obra La belleza d'Angélica.